# La ruleta de la suerte (Uruguay)
La ruleta de la suerte es un concurso de televisión uruguayo emitido por Teledoce y presentado por Rafa Villanueva junto a Roxanne Machin. Se trata de una versión local del concurso estadounidense Wheel of Fortune. Fue estrenado el 11 de agosto de 2020 inmediatamente después de Telemundo y se emite martes y jueves a las 21ː00. Su primer programa logró ser lo cuarto más visto del día al promediar 10,9 puntos de cuota de pantalla, según la medidora Kantar Ibope Media.
En cada programa tres participantes se enfrentan a diferentes paneles; deben elegir consonantes y comprar vocales, para resolver refranes y frases comunes. De esta manera, logran acumular premios, para poder ganar un auto 0KM.

## Programa
En un principio, el programa iba a ser presentado por Fernando Vilar, quien había sido convocado para conducir por primera vez un programa de entretenimientos. Sin embargo, tras haber participado de los ensayos con la escenografía preparada, decidió abandonar el proyecto, argumentando "no estar a la talla" de un desafío así. Finalmente, Rafa Villanueva fue el elegido para llevar a cabo la conducción del programa.
Como parte de la promoción del programa, en la mañana del día del debut, el equipo de Desayunos informales fue invitado a probar el juego en el estudio.
El programa se emitió ininterrumpidamente de manera semanal desde el 11 de agosto de 2020 hasta el 1 de marzo de 2022, donde fue reemplazado en su horario por El desafío, y posteriormente la versión uruguaya de El gran juego de la oca.

## Audiencias
| Lista de Índices de audiencia de La Ruleta de la Suerte 2020/2021 | Lista de Índices de audiencia de La Ruleta de la Suerte 2020/2021 | Lista de Índices de audiencia de La Ruleta de la Suerte 2020/2021 | Lista de Índices de audiencia de La Ruleta de la Suerte 2020/2021 | Lista de Índices de audiencia de La Ruleta de la Suerte 2020/2021 | Lista de Índices de audiencia de La Ruleta de la Suerte 2020/2021 |
| #                                                                 | Fecha                                                             | Horario                                                           | Índice de audiencia Kantar Ibope Media                            | Resultado                                                         | Ref.                                                              |
| ----------------------------------------------------------------- | ----------------------------------------------------------------- | ----------------------------------------------------------------- | ----------------------------------------------------------------- | ----------------------------------------------------------------- | ----------------------------------------------------------------- |
| 1                                                                 | 11 de agosto                                                      | 21:00 - 22ː00                                                     | 10,9                                                              | Cuarto                                                            | [ 11 ]                                                            |
| 2                                                                 | 13 de agosto                                                      | 21:00 - 22ː00                                                     | 9,9                                                               | Quinto                                                            | [ 12 ]                                                            |
| 3                                                                 | 18 de agosto                                                      | 21:00 - 22ː00                                                     | *                                                                 | *                                                                 | *                                                                 |
| 4                                                                 | 20 de agosto                                                      | 21:00 - 22ː00                                                     | 10,9                                                              | Quinto                                                            | [ 13 ]                                                            |
| 5                                                                 | 25 de agosto                                                      | 21:00 - 22ː00                                                     | 11,7                                                              | Cuarto                                                            | [ 14 ]                                                            |
| 6                                                                 | 27 de agosto                                                      | 21:00 - 22ː00                                                     | *                                                                 | *                                                                 | *                                                                 |
| 7                                                                 | 1 de septiembre                                                   | 21:00 - 22ː00                                                     | 11,5                                                              | Cuarto                                                            | [ 15 ]                                                            |
| 8                                                                 | 3 de septiembre                                                   | 21:00 - 22ː00                                                     | *                                                                 | *                                                                 | *                                                                 |
| 9                                                                 | 8 de septiembre                                                   | 21:00 - 22ː00                                                     | *                                                                 | *                                                                 | *                                                                 |
| 10                                                                | 10 de septiembre                                                  | 21:00 - 22ː00                                                     | *                                                                 | *                                                                 | *                                                                 |
| 11                                                                | 15 de septiembre                                                  | 21:00 - 22ː00                                                     | *                                                                 | *                                                                 | *                                                                 |
| 12                                                                | 17 de septiembre                                                  | 21:00 - 22ː00                                                     |                                                                   |                                                                   |                                                                   |
| 13                                                                | 22 de septiembre                                                  | 21:00 - 22ː00                                                     | 10,8                                                              | Quinto                                                            | [ 16 ]                                                            |
| 14                                                                | 24 de septiembre                                                  | 21:15 - 22ː45                                                     |                                                                   |                                                                   |                                                                   |
| 15                                                                | 29 de septiembre                                                  | 21:15 - 22ː45                                                     | 9,3                                                               | Quinto                                                            | [ 17 ]                                                            |
| 16                                                                | 1 de octubre                                                      | 21:15 - 22ː45                                                     | *                                                                 | *                                                                 | *                                                                 |
| 17                                                                | 6 de octubre                                                      | 21:15 - 22ː45                                                     | 10,2                                                              | Cuarto                                                            | [ 18 ]                                                            |
| 18                                                                | 8 de octubre                                                      | 21:15 - 22ː45                                                     |                                                                   |                                                                   |                                                                   |
| 19                                                                | 13 de octubre                                                     | 21:15 - 22ː45                                                     | *                                                                 | *                                                                 | *                                                                 |
| 20                                                                | 15 de octubre                                                     | 21:15 - 22ː45                                                     |                                                                   |                                                                   |                                                                   |
| 21                                                                | 20 de octubre                                                     | 21:15 - 22ː45                                                     | *                                                                 | *                                                                 | *                                                                 |
| 22                                                                | 22 de octubre                                                     | 21:15 - 22ː45                                                     | *                                                                 | *                                                                 | *                                                                 |
| 23                                                                | 27 de octubre                                                     | 21:15 - 22ː45                                                     | *                                                                 | *                                                                 | *                                                                 |
| 24                                                                | 29 de octubre                                                     | 21:15 - 22ː45                                                     | 10,7                                                              | Quinto                                                            | [ 19 ]                                                            |
| 25                                                                | 3 de noviembre                                                    | 21:15 - 22ː45                                                     | 10,4                                                              |                                                                   | [ 20 ]                                                            |
| 26                                                                | 5 de noviembre                                                    | 21:15 - 22ː45                                                     | 10,2                                                              |                                                                   | [ 20 ]                                                            |
| 27                                                                | 10 de noviembre                                                   | 21:15 - 22ː45                                                     | *                                                                 | *                                                                 | *                                                                 |
| 28                                                                | 12 de noviembre                                                   | 21:15 - 22ː45                                                     |                                                                   |                                                                   |                                                                   |
| 29                                                                | 17 de noviembre                                                   | 21:15 - 22ː45                                                     | 10,1                                                              | Cuarto                                                            | [ 21 ]                                                            |
| 30                                                                | 19 de noviembre                                                   | 21:15 - 22ː45                                                     | 11,3                                                              | Quinto                                                            | [ 22 ]                                                            |
| 31                                                                | 24 de noviembre                                                   | 21:15 - 22ː45                                                     | 9,4                                                               |                                                                   | [ 23 ]                                                            |
| 32                                                                | 26 de noviembre                                                   | 21:15 - 22ː45                                                     | 9,6                                                               | Quinto                                                            | [ 24 ]                                                            |
| 33                                                                | 1 de diciembre                                                    | 21:15 - 22ː45                                                     | 13,7                                                              | Cuarto                                                            | [ 25 ]                                                            |
| 34                                                                | 3 de diciembre                                                    | 21:15 - 22ː45                                                     | 10,4                                                              |                                                                   | [ 26 ]                                                            |
| 35                                                                | 8 de diciembre                                                    | 21:15 - 22ː45                                                     | 11,0                                                              | Cuarto                                                            | [ 27 ]                                                            |
| 36                                                                | 10 de diciembre                                                   | 21:15 - 22ː45                                                     | 9,7                                                               | Quinto                                                            | [ 28 ]                                                            |
| 37                                                                | 15 de diciembre                                                   | 21:15 - 22ː45                                                     | 12,0                                                              | Segundo                                                           | [ 29 ]                                                            |
| 38                                                                | 17 de diciembre                                                   | 21:15 - 22ː45                                                     | *                                                                 | *                                                                 | *                                                                 |
| 39                                                                | 22 de diciembre                                                   | 21:15 - 22ː45                                                     | 13,8                                                              | Tercero                                                           | [ 30 ]                                                            |
| 40                                                                | 29 de diciembre                                                   | 21:15 - 22ː45                                                     | 10,9                                                              | Cuarto                                                            | [ 31 ]                                                            |
| 41                                                                | 5 de enero                                                        | 21:15 - 22ː15                                                     | 10,7                                                              | Cuarto                                                            | [ 32 ]                                                            |
| 42                                                                | 7 de enero                                                        | 21:15 - 22ː15                                                     | 11,4                                                              | Segundo                                                           | [ 33 ]                                                            |
| 43                                                                | 12 de enero                                                       | 21:15 - 22ː15                                                     | 13,4                                                              | Primero                                                           | [ 34 ]                                                            |
| 44                                                                | 14 de enero                                                       | 21:15 - 22ː15                                                     | 9,9                                                               | Quinto                                                            | [ 35 ]                                                            |
| 45                                                                | 19 de enero                                                       | 21:15 - 22ː15                                                     | 11,7                                                              | Tercero                                                           | [ 36 ]                                                            |
| 46                                                                | 21 de enero                                                       | 21:15 - 22ː15                                                     | 12,3                                                              | Tercero                                                           | [ 37 ]                                                            |
| 47                                                                | 26 de enero                                                       | 21:15 - 22ː30                                                     | 11,5                                                              | Tercero                                                           | [ 38 ]                                                            |
| 48                                                                | 28 de enero                                                       | 21:15 - 22ː30                                                     | 12,0                                                              | Segundo                                                           | [ 39 ]                                                            |
| 49                                                                | 2 de febrero                                                      | 21:15 - 22ː30                                                     | 12,6                                                              | Cuarto                                                            | [ 40 ]                                                            |
| 50                                                                | 4 de febrero                                                      | 21:15 - 22ː30                                                     | 11,7                                                              | Cuarto                                                            | [ 41 ]                                                            |
| 51                                                                | 9 de febrero                                                      | 21:15 - 22ː30                                                     | 11,0                                                              |                                                                   | [ 42 ]                                                            |
| 52                                                                | 11 de febrero                                                     | 21:15 - 22ː30                                                     | 13,0                                                              | Primero                                                           | [ 43 ]                                                            |
| 53                                                                | 16 de febrero                                                     | 21:15 - 22ː30                                                     | 11,4                                                              | Cuarto                                                            | [ 44 ]                                                            |
| 54                                                                | 18 de febrero                                                     | 21:15 - 22ː30                                                     | 10,8                                                              | Cuarto                                                            | [ 45 ]                                                            |
| 55                                                                | 23 de febrero                                                     | 21:15 - 22ː30                                                     | 10,9                                                              | Cuarto                                                            | [ 46 ]                                                            |
| 56                                                                | 25 de febrero                                                     | 21:15 - 22ː30                                                     | 11,6                                                              | Cuarto                                                            | [ 47 ]                                                            |
| 57                                                                | 2 de marzo                                                        | 21:15 - 22ː30                                                     | 11,4                                                              | Tercero                                                           | [ 48 ]                                                            |
| 58                                                                | 4 de marzo                                                        | 21:15 - 22ː30                                                     | 10,2                                                              | Cuarto                                                            | [ 49 ]                                                            |
| 59                                                                | 9 de marzo                                                        | 21:15 - 22ː30                                                     | 11,0                                                              | Cuarto                                                            | [ 50 ]                                                            |
| 60                                                                | 11 de marzo                                                       | 21:15 - 22ː30                                                     | 10,5                                                              |                                                                   | [ 51 ]                                                            |
| 61                                                                | 16 de marzo                                                       | 21:15 - 22ː30                                                     | *                                                                 | *                                                                 | *                                                                 |
| 62                                                                | 18 de marzo                                                       | 21:15 - 22ː30                                                     | 11,7                                                              | Quinto                                                            | [ 52 ]                                                            |
| 63                                                                | 23 de marzo                                                       | 22:00 - 23ː15                                                     | 12,5                                                              | Quinto                                                            | [ 53 ]                                                            |
| 64                                                                | 25 de marzo                                                       | 21:15 - 22ː30                                                     | *                                                                 | *                                                                 | *                                                                 |
| 65                                                                | 30 de marzo                                                       | 21:15 - 22ː30                                                     | 11,3                                                              | Quinto                                                            | [ 54 ]                                                            |
| 66                                                                | 1 de abril                                                        | 21:15 - 22ː30                                                     | *                                                                 | *                                                                 | *                                                                 |
| 67                                                                | 6 de abril                                                        | 21:15 - 22ː30                                                     |                                                                   |                                                                   |                                                                   |
| 68                                                                | 8 de abril                                                        | 21:15 - 22ː30                                                     | *                                                                 | *                                                                 | *                                                                 |
| 69                                                                | 13 de abril                                                       | 21:15 - 22ː30                                                     |                                                                   |                                                                   |                                                                   |
| 70                                                                | 15 de abril                                                       | 21:15 - 22ː30                                                     |                                                                   |                                                                   |                                                                   |

(*) - La emisión no estuvo entre los cinco programas más vistos del día